# Elixhausen
Elixhausen ist eine österreichische Gemeinde im Bezirk Salzburg-Umgebung im Land Salzburg. In Elixhausen wohnen 3141 Einwohner (Stand 1. Jänner 2025).

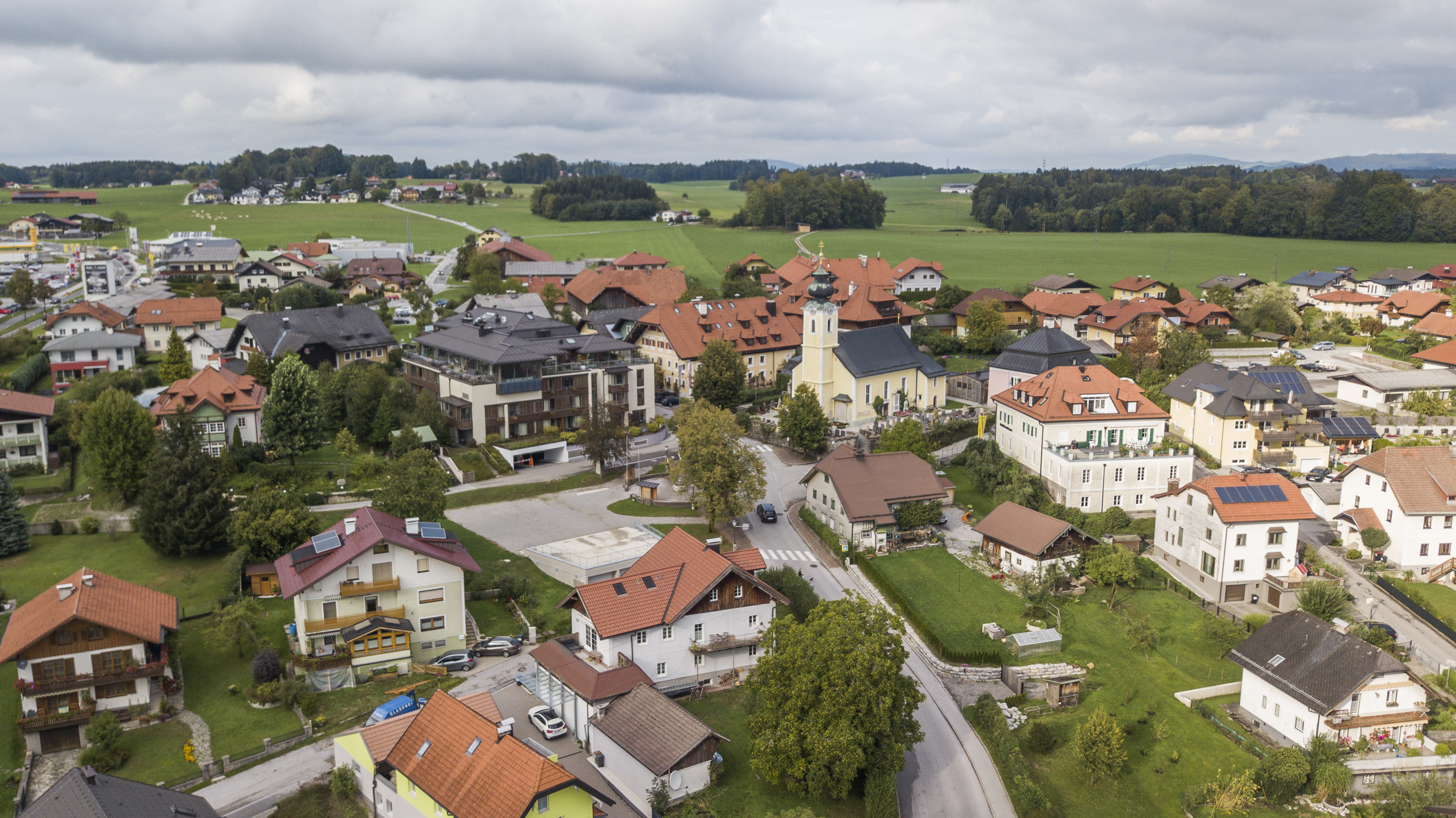
Der Ortskern von Elixhausen

## Geografie
Elixhausen befindet sich im Flachgau, rund 10 Kilometer nordöstlich der Stadt Salzburg. Die Entwässerung erfolgt durch Ehrenbach, Leichartingerbach und Prossingerbach. Alle sind rechte Nebenbäche der Fischach, die die Südgrenze der Gemeinde bildet.
Mit einer Fläche von 8,36 Quadratkilometer zählt die Gemeinde zu den flächenmäßig kleineren Gemeinden. Von dieser Fläche sind 64 % landwirtschaftliche Nutzfläche, 6 % sind Gärten und 18 % bewaldet.
Elixhausen ist dem Gerichtsbezirk Seekirchen am Wallersee zugeordnet.

### Gemeindegliederung
Die 5 Ortsteile der Gemeinde sind Ursprung, Moosham, Sachsenheim, Auberg und Katzmoos.

### Nachbargemeinden
| Anthering |                                             | Seekirchen am Wallersee |
|           | Kompassrose, die auf Nachbargemeinden zeigt |                         |
| Bergheim  |                                             | Hallwang                |

## Geschichte
Der Ortsname Elixhausen (Ebidechsumhusa – Haus der Äbtissin) wird in einer Nonnberger Urkunde um das Jahr 1000 erstmals erwähnt. Anlässlich eines Gütertausches zwischen dem Erzbischof Hartwig und den Angehörigen des Benediktinerinnenstiftes Nonnberg wird der Ort Haus der Äbtissin genannt. Die meisten Bauern unterstanden der Grundherrschaft des Stiftes.
Im Jahre 1122 wurde das Gut Ursprung erstmals urkundlich erwähnt. Es zählte damals mit über 100 Hektar zu den größten Grundbesitzern im nördlichen Flachgau. In Elixhausen lebten im Jahre 1151 ohne Ursprung 141 Personen in 27 Häusern. In Ursprung befanden sich damals 19 Häuser mit 102 Personen. Seit 1168/1175 besitzt die Gemeinde ein eigenes Kirchlein. 1334 wurde der Name Edexhausen festgeschrieben und entwickelte sich von Elexhausen zum heutigen Namen.
1891 wurde der Ort zur katholischen Pfarre erhoben. Heute umfasst die römisch-katholische Pfarre rund 1.900 Personen. Die von Siebenbürger Sachsen gegründete evangelische Gemeinde Sachsenheim hat ca. 500 Mitglieder.
In der Nacht vom 10. auf den 11. Februar 2021 entgleiste ein Güterzug auf der Westbahn bei Elixhausen. Zumindest ein Radsatz eines Rungenwagens, beladen mit Holz, löste sich dabei. Für Reparaturen an beiden Gleisen wurde die Westbahnstrecke bis 18. Februar gesperrt.

## Kultur und Sehenswürdigkeiten

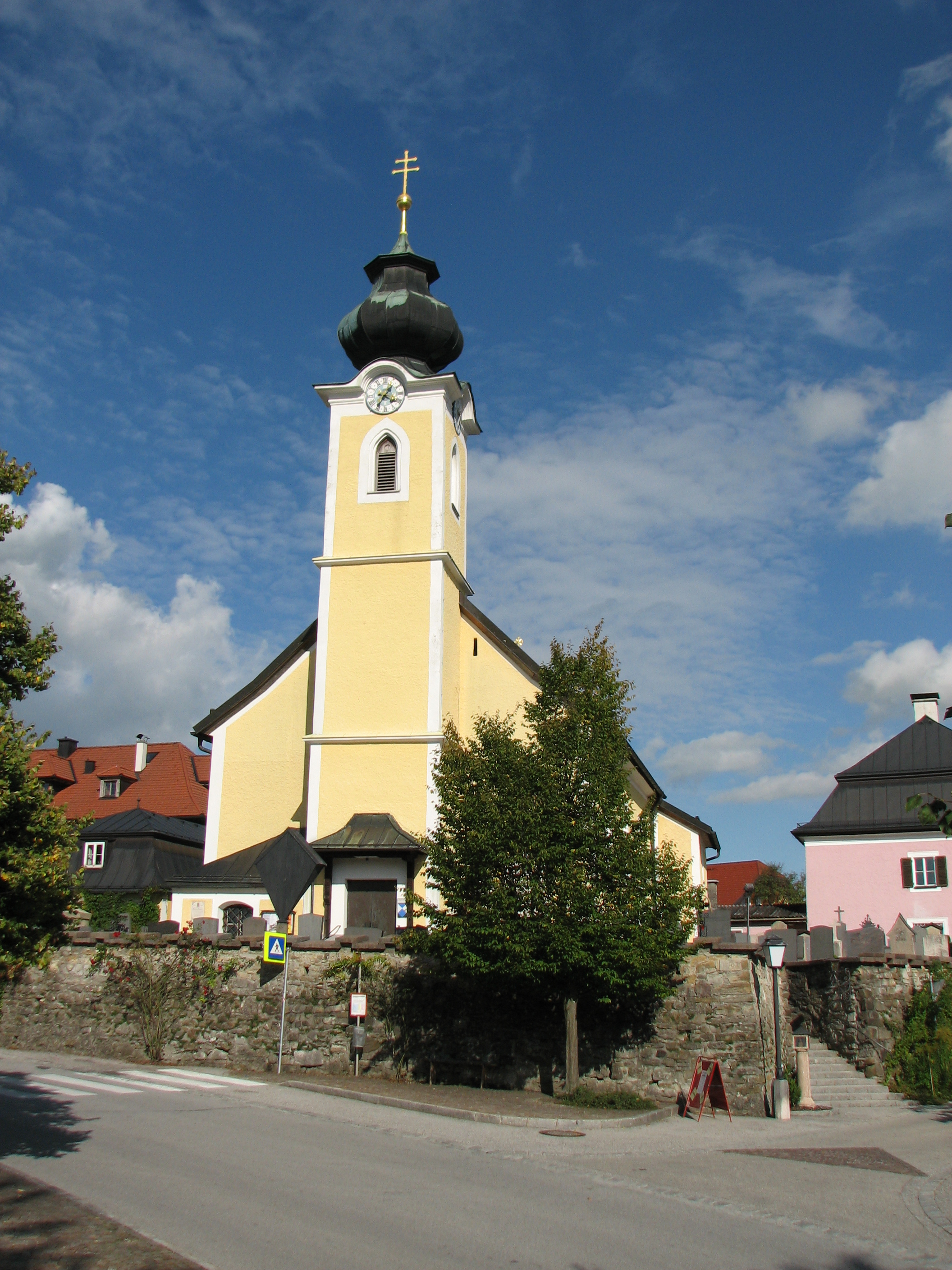
Katholische Pfarrkirche Elixhausen

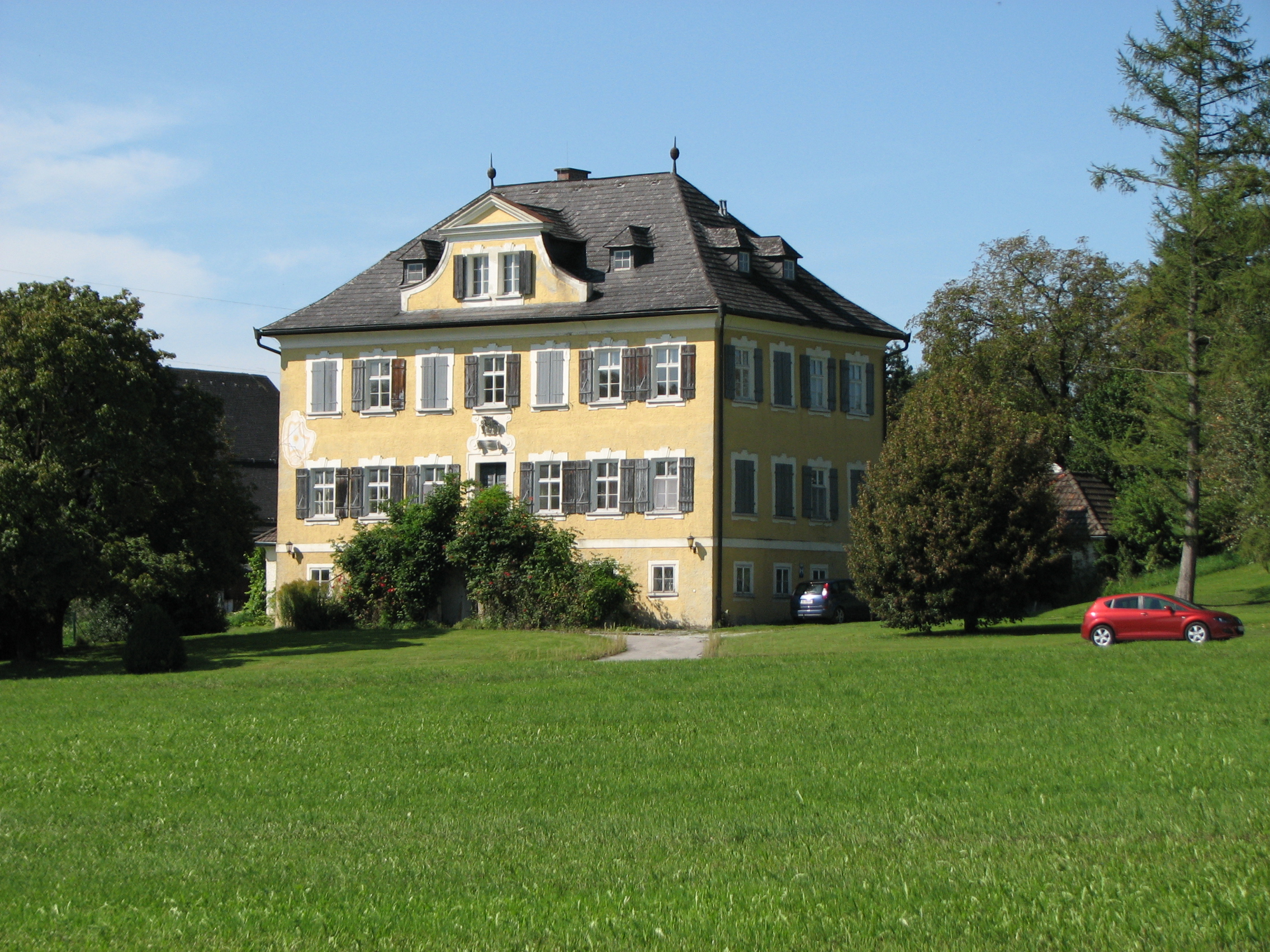
Schloss Ursprung

- Katholische Pfarrkirche Elixhausen hll. Bartholomäus und Vitus[5]
- Evangelische Honteruskirche Elixhausen in der Siedlung Sachsenheim[5]
- Drei-Brüder-Kapelle im Ortsteil Ursprung[5]
- Schloss Ursprung[5]
- Gasthof Gmachl, 1844 erbaut, stattlicher zweigeschoßiger Bau mit Schopfwalmdach und zwei Steinportalen, Stallgebäude mit rotmarmornen Rundbogenportal und dreischiffiger Halle mit Platzgewölben und Rotmarmorpfeilern[5]
- Ehemalige Mühle, mit 1766 bezeichnet, Erdgeschoß gemauert und verputzt, Obergeschoß in Blockbau[5]
- Bauernhöfe[5]

## Wirtschaft und Infrastruktur
- Pongruber & Söhne besteht unter dem Namen Pongruber seit etwa 1897. Erstmals erwähnt wurde der Standort jedoch bereits 1779 als Huf- und Hämmerschmiedengerechtigkeit zu Fahrenzagl. Was damals mit einer kleinen Land-Schmiede begann, entwickelte sich im Laufe der Zeit zu einem renommierten Unternehmen, wobei das Ambiente eines Familienbetriebes nie verloren ging.[6]
- Akzo Nobel ist einer der größten Betriebe in Elixhausen. Das Kerngeschäft der Firma ist auf Industriefarben / Lacke und Fassadenfarben ausgerichtet.
- Das heutige Romantik Hotel Gmachl ist mit einer nachweislichen Geschichte von mehr als 680 Jahren (1334 erste urkundliche Erwähnung von Hof und „Taferne“) das älteste österreichische Familienunternehmen.[7]

### Verkehr
- Bahn: Elixhausen hat mit Hallwang einen gemeinsamen Bahnhof der Westbahn, der Bahnhof liegt rund 3 Kilometer außerhalb der Gemeinde.
- Bus: Die Regionalbuslinie 120 (Salzburg – Mattsee) führt direkt durch Elixhausen. Fahrzeit von und bis zur Stadt Salzburg ca. 20 Minuten. Seit Anfang Oktober des Jahres 2010 besteht die Möglichkeit für Schüler der HTL Itzling den neu eingerichteten Schülerbus zu nutzen.

### Bildung
Bereits seit 1939 gab es für einige Jahre  einen Kindergarten, der im sogenannten Mesnerbauernhaus  geführt wurde. Nach 33 Jahren wurde unter Bürgermeister Georg Kübler ein provisorischer Kindergarten wieder eingerichtet. Im September 1972 wurde der Kindergarten in den ehemaligen Räumen des Polytechnischen Lehrganges in der Volksschule eingerichtet. Seit 1984 wurde der Kindergarten auf drei Gruppen erweitert. Im Jahre 1991 übersiedelte der Kindergarten zum jetzigen Standort in die nähe des Ortszentrums in die Untergrubstraße. 
Schulen:
- Volksschule Elixhausen
- HBLA Ursprung

Die Gemeindebibliothek befindet sich im ehemaligen Feuerwehrhaus.

## Politik

### Gemeinderat
| Gemeinderatswahl 2024Wahlbeteiligung: 62,8 % 706050403020100 63,2 % (+1,0 %p)30,1 % (−2,3 %p)6,7 % (+1,3 %p) ÖVPSPÖFPU20192024 |

Die Gemeindevertretung hat 19 Mitglieder.
- Mit den Gemeindevertretungs- und Bürgermeisterwahlen in Salzburg 2004 hatte die Gemeindevertretung folgende Verteilung: 12 ÖVP, 6 SPÖ, und 1 FPÖ.
- Mit den Gemeindevertretungs- und Bürgermeisterwahlen in Salzburg 2009 hatte die Gemeindevertretung folgende Verteilung: 12 ÖVP, 5 SPÖ, und 2 FPÖ.[9]
- Mit den Gemeindevertretungs- und Bürgermeisterwahlen in Salzburg 2014 hatte die Gemeindevertretung folgende Verteilung: 11 ÖVP, 6 SPÖ, und 2 FPÖ.[10]
- Mit den Gemeindevertretungs- und Bürgermeisterwahlen in Salzburg 2019 hatte die Gemeindevertretung folgende Verteilung: 12 ÖVP, 6 SPÖ, und 1 FPS.[11]
- Mit den Gemeindevertretungs- und Bürgermeisterwahlen in Salzburg 2024 hat die Gemeindevertretung folgende Verteilung: 12 ÖVP, 6 SPÖ und 1 FPU.[12]

### Bürgermeister
- 1906–1909 Josef Danglstätter
- 1909–1913 Josef Pann
- 1919–1923 Simon Rehrl
- 1923–1927 Matthias Moser
- 1928–1931 Josef Moser
- 1931–1938 Karl Aigner
- 1938–1945 Josef Sperl
- 1945–1946 Karl Aigner (Zweite Amtszeit)
- 1946–1959 Simon Danglstätter
- 1959–1962 Josef Sperl (Zweite Amtszeit)
- 1962–1972 Johann Georg Kübler
- 1972–1987 Erwin Frauendienst (ÖVP)[13]
- 1987–1994 Ludwig Landrichtinger (ÖVP)[14]
- 1994–2008 Bruno Wuppinger (ÖVP)[15]
- 2008–2018 Markus Kurcz (ÖVP)[16]
- seit 2018 Michael Prantner (ÖVP)[17]

### Wappen
Folgendes Wappen wurde 1973 der Gemeinde verliehen:
Ein geteilter Schild, oben in Gold wachsend eine schwarz gekleidete Äbtissin, in der Rechten den silbernen Stab, die Linke an der Brust haltend. Unten in Schwarz aufragend ein silbernes Haus mit einem bis zur Feldteilung reichenden goldenen Walmdach und zwei Fenstern sowie einem vorspringenden Mittelbau mit goldenem Spitzdach und geschlossenem goldenen Tor sowie darüber zwei Fenster nebeneinander.
Das Haus und die Äbtissin stehen für das Kloster Nonnberg und stellen den Bezug zum alten Ortsnamen her.

## Persönlichkeiten

### Ehrenbürger der Gemeinde
- Johann Gmachl (1856–1919), Politiker

### Söhne und Töchter der Gemeinde
- Josef Knosp (1891–1953), Bundesbahnbeamter und Politiker (CSP)
- Florian Gschaider (* 1980), Tänzer

### Mit der Gemeinde verbundene Persönlichkeiten
- Karoline Edtstadler (* 1981), Juristin und Politikerin (ÖVP)